# Licence des sciences cognitives
La licence des sciences cognitives est une licence française dont le contenu est composé par plusieurs disciplines, à partir du thème de la cognition et des sciences cognitives. 
Elle peut être suivie d'un master en sciences cognitives.